# Lý (họ 理)
Lý (tiếng Trung: 理, bính âm: Lǐ) là một họ của người Trung Quốc.